# George McGinnis

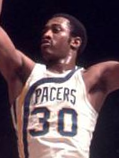
McGinnis als Spieler der Indiana Pacers in der Saison 1972–73 bei einem Schussversuch während eines Spiels gegen die Kentucky Colonels.

George McGinnis (* 12. August 1950 in Indianapolis, Indiana; † 14. Dezember 2023) war ein US-amerikanischer Basketballspieler.
Nach einem sehr erfolgreichen Jahr an der Indiana University begann McGinnis seine Profikarriere 1971 beim American-Basketball-Association-Team der Indiana Pacers. Der 2,03 Meter große Power Forward spielte sich schnell in die Mannschaft und hatte eine wichtige Rolle beim Gewinn der Meisterschaften in den Saisons 1971/72 und 1972/73. In seiner zweiten Saison erzielte er mit 27,6 Punkten pro Spiel den zweitbesten Wert der Liga. In der Saison 1974/75 erzielte er pro Spiel 29,8 Punkte und insgesamt die meisten Punkte in der ABA. Am Ende der Saison wurde er gemeinsam mit Julius Erving zum MVP der ABA gewählt. In den Jahren 1973 bis 1975 wurde er jeweils ins All-Star-Team der ABA gewählt.
Zur Saison 1975/76 wechselte er in die National Basketball Association (NBA) zu den Philadelphia 76ers, die die Transferrechte an McGinnis in der NBA-Draft 1973 erhalten hatten. Im ersten Jahr in der NBA wurde er zum NBA All-Star Game eingeladen, ins All-NBA First Team gewählt und er landete auf Platz 5 bei der Wahl zum NBA MVP. Im zweiten Jahr in der NBA konnte er seine Leistungen bestätigen, erneut wurde er zum All-Star Game eingeladen und diesmal ins All-NBA Second Team gewählt. Die 76ers führte McGinnis bis ins Finale der Playoffs, das mit 2:4 gegen die Portland Trail Blazers verloren ging.
Am 16. August 1978 wurde McGinnis zusammen mit einem Erstrunden-Draftpick im Austausch gegen Bobby Jones, Ralph Simpson und einen Erstrunden-Draftpick zu den Denver Nuggets transferiert. Nach einem Jahr ohne persönliche Ehrungen wurde McGinnis in Denver noch einmal zum All-Star Game 1979 eingeladen.
Am 1. Februar 1980 wechselte er im Tausch gegen Alex English und einen Erstrunden-Draftpick zurück zu den Indiana Pacers. Sein altes Team spielte seit der Fusion der ABA mit der NBA 1976 in der NBA. An seine früheren Leistungen konnte McGinnis bei den Pacers nicht mehr anknüpfen. Er spielte noch zwei Jahre mit mäßigem Erfolg, bevor ihn die Pacers am 27. Oktober 1982 entließen. Am 2. November 1985 schlossen die Pacers zu Ehren von George McGinnis seine Trikotnummer 30 von der erneuten Vergabe aus.
George McGinnis starb am 14. Dezember 2023 im Alter von 73 Jahren.